# دوريس بودون
دوريس إيستيل بودون (بالإنجليزية: Dorris Estelle Bowdon)‏ ممثلة أمريكية ولدت في ( 27 ديسمبر 1914 - 9 أغسطس 2005 ) معروفة بدورها في عناقيد الغضب (فيلم) باسم روزشارين عام 1940 عن رواية عناقيد الغضب (رواية) للكاتب جون ستاينبيك.

## أفلامها
- Always Goodbye (1938) (uncredited)
- Down on the Farm (1938)
- Young Mr. Lincoln (1939) (scenes deleted)
- Drums Along the Mohawk (1939)
- عناقيد الغضب (فيلم) (1940)
- Jennie (1940)
- The Moon Is Down (1943)

## روابط خارجية
- دوريس بودون على موقع IMDb (الإنجليزية)
- دوريس بودون على موقع الموسوعة البريطانية (الإنجليزية)
- دوريس بودون على موقع أول موفي (الإنجليزية)
- دوريس بودون على موقع قاعدة بيانات الأفلام السويدية (السويدية)
- دوريس بودون على موقع قاعدة بيانات الفيلم (الإنجليزية)
- دوريس بودون على موقع كينوبويسك (الروسية)